# Gynoplistia moma
Gynoplistia moma är en tvåvingeart som beskrevs av Günther Theischinger 1993. Gynoplistia moma ingår i släktet Gynoplistia och familjen småharkrankar. Inga underarter finns listade i Catalogue of Life.